# Dark Side of the Spoon
Dark Side of the Spoon (в переводе с англ. — «Тёмная сторона ложки») — седьмой студийный альбом индастриал-метал-группы Ministry, выпущенный в 1999 году на лейбле Warner Bros. Диск занял 92-е место в американском чарте Billboard 200. В 2000 году композиция «Bad Blood» была номинирована на премию «Грэмми» за лучшее исполнение метала на 42-й церемонии.

## Об альбоме
Существует две трактовки названия альбома. Во-первых, в нём усматривается пародия на название альбома The Dark Side of the Moon группы Pink Floyd. По второй версии, в заглавии содержится намёк на закопчённую сторону ложки, которую нагревают при растворении героина; эту трактовку подкрепляют сведения о том, что группа в то время страдала от наркомании.
Композиция «Bad Blood» вошла в саундтрек фильма Матрица, вышедшего на экраны в 1999 году.

## Список композиций
| №   | Название                 | Авторы                                  | Длительность |
| --- | ------------------------ | --------------------------------------- | ------------ |
| 1.  | «Supermanic Soul»        | Йоргенсен, Баркер, Свитек, Уошем, Хукич | 3:13         |
| 2.  | «Whip and Chain»         | Йоргенсен, Баркер, Кун, Свитек          | 4:23         |
| 3.  | «Bad Blood»              | Йоргенсен, Баркер, Кун, Уошем           | 4:59         |
| 4.  | «Eureka Pile»            | Йоргенсен, Баркер, Свитек, Уошем        | 6:22         |
| 5.  | «Step»                   | Йоргенсен, Баркер, Уошем                | 4:06         |
| 6.  | «Nursing Home»           | Йоргенсен, Баркер, Уошем                | 7:02         |
| 7.  | «Kaif»                   | Йоргенсен, Баркер, Свитек, Уошем        | 5:25         |
| 8.  | «Vex & Siolence»         | Йоргенсен, Баркер, Свитек, Уошем, Хукич | 5:24         |
| 9.  | «10 / 10»                | Йоргенсен, Баркер, Свитек, Уошем        | 3:43         |
| 69. | «Everybody (Summertime)» | скрытый трек                            | 1:55         |

После последнего трека "10/10" следуют 59 треков с тишиной общей длительностью 10:36. Трек 69 "Everybody (Summertime)" является скрытым треком.

## Участники записи
Ministry
- Эл Йоргенсен — вокал (1—7), гитара, слайд-гитара, ЭМИ, банджо (6), саксофон, продюсер
- Пол Баркер — бас-гитара, ЭМИ, вокал (8), продюсер
- Рей Уошем — барабаны, ЭМИ
- Луис Свитек — гитара, ЭМИ

Дополнительные музыканты
- Златко Хукич — гитара, ЭМИ
- Тай Кун — вокал (2, 3)
- Ивонн Гейдж — вокал (4)
- Джейсон Бехер — звукорежиссёр
- Джефф Дехейвен — звукорежиссёр
- Брайан Кенни — звукорежиссёр
- Эстер Неварез — звукорежиссёр
- Брэд Коплин — звукорежиссёр
- Том Бейкер — мастеринг
- Пол Элледж — арт-директор, фотография